# Arthur Edward Hardinge
Arthur Edward Hardinge, né le 2 mars 1828 et mort le 15 juillet 1892 à Weymouth, est un homme politique et militaire britannique qui fut gouverneur de Gibraltar de novembre 1886 à août 1890.

## Distinctions
- Ordre du Bain